# میرزا محمد علي
ميرزا محمد علي (1853-1937م) هو أحد أنجال بهاء الله مؤسس الدين البهائي.

## ميلاده ونشأته
ميرزا محمد علي هو الابن الثاني لبهاء الله. ولد في بغداد في السّنة الأولى من نفي والده هناك. أمّه هي «مهد علیا».

## بعد وفاة بهاء الله
أعلن بهاء الله رسميًا وبشكل صريح في وصيته المكتوبة بخط اليد المعروفة باسم «كتاب عهدي» أنّ خلفه هو عبد البهاء، وطلب من أتباعه الرّجوع إلى عبد البهاء من بعده.
تمّت تلاوة هذه الوصية أمام جمع غفير بعد فترة قصيرة من وفاة بهاء اللّه.  ونصّت الوصيّة على أن يكون ميرزا محمد علي، الابن الثاني لبهاء الله، تابعا لعبد البهاء وأنه جاء في المرتبة الثانية بعد عبد البهاء.
لم تكن خلافة عبد البهاء غير متوقعة واستناداً لكتاب عهدي فإن البهائيين قد قبلوا عبد البهاء كمفسّر مرجعي ورسمي لآثار بهاء اللّه، وكمركز العهد والميثاق، والمثل الأعلى للحياة البهائية.
لكن، وبعد وقت قصير، تصرّف ميرزا محمد علي، أخ عبد البهاء، بما يخالف الوصيّة، وأنكر سلطة عبد البهاء،  وبدأ في معارضته سرّيا ومن ثمّ بشكل علني. وعلى الرّغم من أن هذه الاعتراضات فشلت في إضعاف ولاء جلّ الجامعة البهائية لعبد البهاء، إلاّ أنّها تسبّبت في مشاكل جسيمة له مع السّلطات العثمانية، بما في ذلك إعادة فرض الرّقابة والإقامة الجبرية في عكاء (1901) والتخطيط لنفي عبد البهاء إلى صحاري شمال إفريقيا. إلّا أنّ تلك الخطة لم تنفّذ نظراً لاندلاع ثورة تركيا الفتاة في عام 1908.
ردًا على هذه الأخطار والمعارضات التي طال أمدها، لفت عبد البهاء انتباه البهائيين إلى مبدأ «العهد والميثاق». ينصّ هذا المبدأ على أنّه في جميع الأوقات، يجب على البهائيين الحفاظ على وحدتهم من خلال طاعة رأس الأمر الذي تمّ تنصيص تعيينه. وسمّى عبد البهاء أولائك الذين نقضوا هذا العهد، بما فيهم ميرزا محمد علي، ب«ناقضي الميثاق». تمكّن عبد البهاء من الحفاظ على وحدة الدين البهائي وتركيزه العقائدي وذلك رغم كل  التّهديدات الحقيقية التي سبّبتها هجمات أخيه غير الشقيق.

## اقرأ أكثر
- Adamson، Hugh C. (2009). The A to Z of the Baha'i Faith. Rowman & Littlefield. ISBN:0810868539.
- Bahá'u'lláh (1994) [1873-92]. Tablets of Bahá'u'lláh Revealed After the Kitáb-i-Aqdas. Wilmette, Illinois, USA: Bahá'í Publishing Trust. ISBN:0-87743-174-4. مؤرشف من الأصل في 2019-05-14.

- Taherzadeh, Adib (2000). The Child of the Covenant. Oxford, UK: George Ronald. ISBN:0-85398-439-5.

- Taherzadeh، A. (1992). The Covenant of Bahá'u'lláh. Oxford, UK: George Ronald. ISBN:0-85398-344-5.

## وصلات خارجية
- میرزا محمد علي على موقع أرشيف الشارخ.
- عبد البهاء
- بهاء الله والميثاق الإلهي
- ظهور حضرة بهاء الله - أديب طاهر زاده
- الموقع الرسمي للعقيدة البهائي
- كتابات شوقي افندي (إنكليزي)
- موقع الإسلام والدين البهائي
- حقائق عن الدين البهائي
- كتابات شوقي أفندي